# Giovanni Maria Artusi
Giovanni Maria Artusi (ur. ok. 1540 w Bolonii, zm. 18 sierpnia 1613 tamże) – włoski teoretyk muzyki i kompozytor. Znany z krytycznej oceny przemian zachodzących w muzyce klasycznej na przełomie XVI i XVII wieku.

## Życiorys
Urodził się ok. 1540 w Bolonii. Od 1562 był kanonikiem regularnym w kościele Santissimo Salvatore w Bolonii. Do nowicjatu wstąpił 14 lutego 1562, a śluby złożył 21 lutego 1563. Przez pewien czas studiował w Wenecji, gdzie był uczniem Gioseffa Zarlina. Do śmierci w 1613 przebywał w klasztorze w Bolonii, gdzie poświęcał się studiom i publicystyce z zakresu teorii muzyki.

## Publicystyka
Jego pierwsze opracowanie L'arte del contraponto ridotta in tavole (1586) było hołdem złożonym Zarlinowi i skoncentrowaną na kontrapunkcie syntezą jego Le istitutioni harmoniche (1558). Potencjał analityczny i oryginalną myśl twórczą ujawnił Artusi w swojej drugiej książce Seconda parte dell'arte del contraponto (1589), w której szeroko odniósł się do wykorzystania dysonansów w kontrapunkcie. Zwrócił w niej uwagę, że de facto dysonanse występują w analizowanych kompozycjach w większej liczbie niż konsonanse i przydatne są do ilustrowania treści opisujących smutek, łzy i cierpienie. W L'arte del contraponto (1598) kontynuował myśl przewodnią dwóch poprzednich, analizując szerszy zakres twórczości. Zachęcał młodych kompozytorów do wzorowania się na dziełach Andrei Gabrieliego, Palestriny i Jacoba non Papy.
Artusi był przeciwnikiem nowych trendów w muzyce i w swoich pismach często polemizował z innymi twórcami, krytykując techniki kompozytorskie m.in. Monteverdiego, da Venosy, de Rorego, Vicentina i Gabrieliego, a nawet swojego mistrza Zarlina (w zakresie zagadnień związanych ze strojem instrumentów). Z Bottrigarim pozostawał w konflikcie, którego źródłem były, fałszywe jak się później okazało, oskarżenia o plagiat, którego Artusi miał się dopuścić, wykorzystując w swojej twórczości literackiej fragmenty Il Trimerone Bottrigariego.
Najsłynniejszą jest jego dysputa z Monteverdim, w której dezaprobował rytmikę i harmonikę jego madrygałów w zakresie stosowania metrum, niektórych dysonansów i alteracji dźwięków, prowadzenia melodii i mieszania modi. Polemika ta jest uznawana za istotną w historii muzyki, głównie ze względu na klarowne przedstawienie przemian zachodzących w pojmowaniu muzyki, które miały miejsce w XVII wieku. Szeroką krytykę w tym temacie Artusi zawarł w kilku niezachowanych listach oraz w trzech większych opracowaniach: L'Artusi, overo Delle imperfettioni della moderna musica ragionamenti dui (1600), Seconda parte dell'Artusi, overo Delle imperfettioni della moderna musica (1603) oraz Discorso secondo musicale di Antonio Braccino da Todi… (1608). Efektem debaty było wykrystalizowanie się, a później utrwalenie, dwóch pojęć określających stary i nowy styl kompozytorski, odpowiednio prima pratica i seconda pratica.

## Publikacje
- 1586: L'arte del contraponto ridotta in tavole, Wenecja[3]
- 1588: Lettera apologetica del Burla academico Burlesco al R.D. Vincentio Spada da Faenza, Wenecja[2]
- 1589: Seconda parte dell'arte del contraponto, nella quale si tratta dell'utile et uso delle dissonanze, Wenecja[2]
- 1590: Trattato apologetico in difesa dell'opere del … Zarlino da Chioggia, giuditio musicale del S. Cabalao Nobile di Pocceia, academico Infarinato intorno alle differenze note frà il Dottissimo Zarlino, et … Vincenzo Galilej nobile Fiorentino[2]
- 1598: L'arte del contraponto, Wenecja[2]
- 1600: L'Artusi, overo Delle imperfettioni della moderna musica ragionamenti dui, Wenecja[1]
- 1603: Seconda parte dell'Artusi, overo Delle imperfettioni della moderna music, Wenecja[4]
- 1604: Impresa del molto Rev. M. Gioseffo Zarlino da Chioggia … dichiarata, Bolonia[4]
- 1608: Discorso secondo musicale di Antonio Braccino da Todi per la dichiaratione della lettera posta ne' Scherzi musicali del sig. Claudio Monteverdi, Wenecja[3]

## Dzieła
- 1598: zbiór 21 canzonett[2] na 4 głosy[4]
- 1599: 8-głosowy motet „Cantate Domino”[2][4]